# 陽はまた昇る (1996年のテレビドラマ)
『陽はまた昇る』（ひはまたのぼる）は、1996年3月30日にフジテレビ系で放送された時代劇（テレビドラマ）。

## 概要
元新選組隊士・中島登の明治期の活躍を描いた作品。
本来は1994年8月26日に放送される予定だったが、渡辺謙が白血病により入院したため、応援のための特別企画として「鍵師2」を繰り上げて放送したことにより、本作は約1年半放送延期された。

## 出演者
- 中島登：村上弘明
- 加山舟平：京本政樹
- およね：安永亜衣
- 小春：墨田ユキ
- 安富才助：清水アキラ
- 大島清慎：川野太郎
- 綾部十郎：西田健
- 江藤新平：長谷川初範
- 桂小五郎：竪山博之
- 小政：桜金造
- 清水次郎長：中尾彬
- 新藤恵美
- 大沢たかお

ほか

## スタッフ
- 原作：津本陽「幕末剣客伝」
- 脚本：吉本昌弘
- 監督：楠田泰之
- 制作：AVEC、フジテレビ